# Dirty Gold
Dirty Gold è il primo album in studio della rapper statunitense Angel Haze, pubblicato il 30 dicembre 2013 dalla Island Records.

## Tracce
1. Sing About Me – 3:35
2. Echelon (It's My Way) – 3:34
3. A Tribe Called Red – 4:37
4. Deep Sea Diver – 4:48
5. Black Synagogue – 6:49
6. Angels & Airwaves – 4:21
7. April's Fool – 3:20
8. White Lilies / White Lies – 5:18
9. Battle Cry (feat. Sia) – 4:52
10. Black Dahlia – 5:29
11. Planes Fly – 4:27
12. Dirty Gold – 4:45

Tracce bonus nell'edizione deluxe
1. Rose-Tinted Suicide – 2:14
2. Vinyl – 3:46
3. Crown – 3:07
4. New York – 3:27